# Cruzeiro Esporte Clube
Cruzeiro Esporte Clube je brazilský fotbalový klub z města Belo Horizonte. Byl založen 2. ledna 1921 pod jménem Societa Esportiva Palestra Italia. V roce 1942 brazilská vláda zakázala používání symboliky spojené se státy Osy Berlín–Řím–Tokio a klub získal název podle Souhvězdí Jižního kříže. Také klubové barvy byly změněny ze zelenobíločervené italské trikolóry na modrou a bílou. Maskotem klubu je liška jménem Mangabeira, hráči mají přezdívku raposas (lišáci) nebo celestiales (nebesky modří).
Sídlem klubu je Estádio Mineirão s kapacitou 58 170 diváků. Cruzeiro EC je členem organizace Clube dos 13 sdružující největší brazilské fotbalové kluby. Je na šestém místě historické tabulky Campeonato Brasileiro Série A. V roce 2003 jako jediný brazilský klub v historii získal domácí treble, když vyhrál celostátní ligu, mistrovství státu Minas Gerais a národní pohár.
Podle statistik je Cruzeiro sedmým nejpopulárnějším klubem Brazílie, hlásí se k němu okolo 4 % fanoušků. Městským rivalem je Clube Atlético Mineiro, jejich derby má název Clássico Mineiro.
V roce 2019 klub poprvé v historii sestoupil z nejvyšší soutěže.

## Úspěchy
- 2× vítěz Poháru osvoboditelů (1976, 1997)
- 2× vítěz Supercopa Libertadores (1991, 1992)
- 4× vítěz Campeonato Brasileiro Série A (1966, 2003, 2013, 2014)
- 6× vítěz Copa do Brasil (1993, 1996, 2000, 2003, 2017, 2018)
- 39× vítěz Campeonato Mineiro (1926, 1928, 1929, 1930, 1940, 1943, 1944, 1945, 1956, 1959,1960, 1961, 1965, 1966, 1967, 1968, 1969, 1972, 1973, 1974, 1975, 1977, 1984, 1987, 1990, 1992, 1994, 1996, 1997, 1998, 2003, 2004, 2006, 2008, 2009, 2011, 2014, 2018, 2019)